# I gemelli (programma televisivo)
I gemelli è stato un programma televisivo italiano andato in onda su Italia 1 dal 5 giugno al 4 luglio 2002, condotto da Pupo e Valerio Staffelli.

## Il programma
Il programma vede come protagonisti gli stessi Pupo e Staffelli, i quali devono rendersi gemelli (quindi uguali) davanti ai volti della televisione presenti in studio quali Emilio Fede, Iva Zanicchi e Paola Barale. Tali ospiti sono a loro volta chiamati ad imitare vari aspetti dei conduttori, in particolare della loro carriera, per poter vincere. Coloro che perdono devono avere una penitenza.